# Félix de Azúa
Félix de Azúa (Barcelona, 30 april 1944) is een Spaans schrijver.

## Levensloop
De Azúa behaalde een doctorsgraad in de filosofie. In de jaren tachtig doceerde hij filosofie aan de Faculteit der Filosofie van Zorroaga (San Sebastian), onderdeel van de Universiteit van Baskenland. Aan het begin van de jaren negentig was hij directeur van het Cervantesinstituut in Parijs. In 1987 ontving hij de Premio Herralde, een literatuurprijs, voor zijn roman Diario de un hombre humillado. Hij heeft naast zijn werk als schrijver ook Franstalige boeken vertaald naar het Spaans. Hij werkt regelmatig voor de Spaanse kranten El País en El Periódico.

### Poëzie
- 1967: Cepo para nutria
- 1970: El velo en el rostro de Agamenòn
- 1971: Edgar en Stéphane
- 1972: Lengua de cal
- 1977: Pasar y siete canciones
- 1979: Poesía (1968-1978)
- 1983: Farra
- 1989: Poesía (1968-1988)
- 2007: Última sangre (Poesía 1968-2007)

### Romans
- 1972: Las lecciones de Jena
- 1975: Tres cuentos didácticos
- 1978: Las lecciones suspendidas
- 1981: Última lección
- 1984: Mansura
- 1986: Historia de un idiota contada por él mismo
  - Ned. vert. Geschiedenis van een idioot door hemzelf verteld, Amsterdam, 1989. ISBN 90-254-6792-X
- 1987: Diario de un hombre humillado
  - Ned. vert. Dagboek van een vernederd man, Amsterdam, 1990. ISBN 90-254-6816-0
- 1991: Cambio de bandera
- 1994: Demasiadas preguntas
- 2000: Momentos decisivos

### Essays
- 1983: La paradoja del primitivo
- 1996: El aprendizaje de la decepción
- 1997: Salidas de tono
- 1998: Lecturas compulsivas
- 1999: Baudelaire y el pintor de la vida moderna
- 1999: La invención de Caín
- 2002: Diccionario de las Artes
- 2004: Cortocircuitos